# Tabaqueros de Santiago
Los Tabaqueros de Santiago es un equipo que compite en la Liga Invernal de Béisbol Nayarita con sede en Santiago Ixcuintla, Nayarit, México estadio tiene capacidad para 1250.

## Historia
Los Tabaqueros de Santiago fue un equipo sucursal de los equipos de la Liga Mexicana de Béisbol Acereros del Norte y Olmecas de Tabasco. Tiene su sede en la ciudad de Santiago Ixcuintla en el estado de Nayarit. 
Su parque es el Estadio Revolución y participa en la actual Liga Nayarit de Béisbol.
Actualmente es el equipo más ganador de la Liga invernal de Béisbol Nayarita, su último trofeo fue en el certamen 2021-2022.
Los Tabaqueros de Santiago se coronaron campeones de la Liga Invernal de Béisbol Nayarita tras vencer 15-10 a los Coqueros de Tuxpan, en el sexto juego de la serie final.

## Rivalidades
Disputa una rivalidad con los "Coqueros de Tuxpan", llamado El Clásico, sus primeros partidos iniciaron en la época de los 40's.

## Palmarés
Tabaqueros de Santiago cuenta con un total de 6 trofeos de acuerdo al certamen contemplado desde la temporada del año 2000.
| Competición Estatal               | Títulos                       |
| --------------------------------- | ----------------------------- |
| LBN                               | 2002, 2009-2010, 2010-2011,   |
| Liga Invernal de Béisbol Nayarita | 2016-2017 2017-2018 2021-2022 |

## Jugadores

### Roster actual
Por definir.